# Paranemastoma titaniacum
Paranemastoma titaniacum is een hooiwagen uit de familie aardhooiwagens (Nemastomatidae). De originele naamcombinatie (protoniem) was Nemastoma titaniacum Roewer, 1914. Een volgende naamrecombinatie werd gepubliceerd als Paranemastoma titaniacum (Roewer, 1914) in Karaman 1995.
Een junior subjectief synoniem is Nemastoma acrospinosum Roewer, 1951 gesteld door Karaman (1995). (Ook omdat synoniemen de ondersoorten zijn Nemastoma acrospinosum acrospinosum Roewer, 1951 en Nemastoma acrospinosum pretneri Hadži, 1973). Een andere is Nemastoma bimaculosum Roewer, 1951 gesteld door Schönhofer (2013). Een andere is Nemastoma bipunctatum Hadži, 1973 gesteld door Karaman (1995); of uiteindelijk Nemastoma grabovicae Hadži, 1973 ook gesteld door Karaman (1995). 